# Smarownica

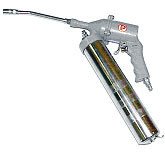
Smarownica pneumatyczna

Smarownica – urządzenie do smarowania pod ciśnieniem, olejem (np. oliwiarka) lub smarem stałym (np. "towotnica").
Podział smarownic
- Według źródła energii wymuszającej podawanie środka smarnego:
  - ręczne
  - nożne
  - pneumatyczne
  - elektryczne

- Według sposób pobierania środka smarnego:
  - z własnym zbiornikiem
  - montowane na opakowaniu smaru/oleju

- Według  liczby punktów smarnych:
  - jednopunktowe
  - wielopunktowe